# Alfred Knott
Bernhard Alfred Knott (* 7. Juni 1905 in Bonn; † 20. August 1975 in Köln-Porz) war ein deutscher Bildhauer, Grafiker und Zeichner und zählte zu den Vertretern der „Berliner Bildhauerschule“. 

## Leben
Alfred Knott wurde am 7. Juni 1905 in Bonn geboren als Sohn des Buchhalters Michael Knott (1869–1943) und seiner Frau Elisabeth geb. Steeg. Er hatte zwei Brüder, Hans und Heinz, und eine Schwester, Maria. Sein Vater wurde Direktor der Stadtwerke Bonn. 
Von 1911 bis 1914 besuchte Alfred Knott die Realschule und von 1914 bis 1922 das Königlich-Preußische Gymnasium Bonn, das er mit dem Zeugnis für Obersekunda verließ in der Absicht Architekt zu werden. Knott engagierte sich in der Rheinischen Jugendbewegung und war einer der Mitbegründer des Nerother Wandervogels. 1921 schrieb er den Text des Liedes Wir ziehen über die Straßen (Der Trommelbube), das zu einem der populärsten bündischen Lieder wurde. Später gründete er mit einigen Schulkameraden seine eigene Gruppe und nannte sie „Gralsvolk“.  
Von 1922 bis 1923 war Alfred Knott Maurerlehrling bei der Baugesellschaft Düren. „Auf dem Neubau der Kreisbank fand ich reichlich Gelegenheit mich mit sämtlichen Maurerarbeiten als auch Betonarbeiten vertraut zu machen“, schrieb er in seinem Lebenslauf im Oktober 1923. 1924 nahm Knott ein Architekturstudium an der Baugewerkschule Köln auf, das er jedoch bald schon abbrach. Von 1925 bis 1926 war er Bildhauerlehrling bei Bildhauer Karl Menser in Bonn. 1927 unternahm er eine Studienreise nach Norwegen und Schweden. Von 1928 bis 1929 studierte er die Bildhauerei an der Akademie der bildenden Künste München bei Professor Bernhard Bleeker.
Von 1929 bis 1935 war Alfred Knott Schüler an den Vereinigten Staatsschulen für freie und angewandte Kunst Berlin bei Wilhelm Gerstel und schloss Freundschaft mit seinen Kommilitonen Edzard Hobbing, Lothar Strauch, August Weißer und anderen. Sein erster Sammler und Förderer war Alfred Schmid, der Führer des elitären Jugendbundes „Graues Corps“, das 1934 von den Nationalsozialisten verboten und aufgelöst wurde. 1935 erhielt Knott eine Schülermedaille für gute Leistungen im Studienjahr 1934/35 verliehen. Im gleichen Jahr war er mit vier Werken in der Ausstellung der Berliner Secession vertreten. In dieser Zeit entstanden Kontakte zu den Galeristen Karl Buchholz, Hanns Krenz, Alex Vömel. 
Von 1935 bis 1936 war Alfred Knott Meisterschüler von Wilhelm Gerstel. Es erfolgte die Aufnahme in die Reichskammer der bildenden Künste (Mitgliedsnummer B 2406). Im Oktober 1936 übernahm er einen Lehrauftrag an den Vereinigten Staatsschulen für freie und angewandte Kunst und als „künstlerischer Helfer für Aktmodellieren“ betreute die Bildhauerklasse von Professor Gerstel. Er ignorierte die Aufforderung der Schulleitung, der NSDAP beizutreten, und so wurde ihm der Professorentitel vorenthalten. Zu den wenigen offiziellen Aufträgen, die er ausführte, gehörten einige Reliefs für die Heeres-Reitschule in Krampnitz.
Für den großen Tanzsaal im Weinrestaurant Frasquita in den Wilhelmshallen am Zoo in Berlin schuf Alfred Knott zusammen mit August Weißer mehrere Flachreliefs, welche die Geschichte des Tanzes darstellten. Von Juli bis Oktober 1938 unternahm er eine Studienreise nach Italien. In dieser Zeit beteiligte er sich an den Ausstellungen in der Galerie von der Heyde und in der Preußischen Akademie der Künste in Berlin. 
Im September 1940 wurde Alfred Knott zum Wehrdienst eingezogen. Seit 1941 nahm er als Sanitäter am Russlandfeldzug teil mit den Stationen in Charkiw und Stalingrad. Tief traumatisiert konnte er mit einem der letzten Flugzeuge Mitte Januar 1943 den Kessel von Stalingrad verlassen. Danach war seine Sanitätsabteilung in Thallwitz bei Leipzig stationiert. Im Februar 1943 nahm er an der Wiener Ausstellung Junge Kunst im Deutschen Reich teil, die auf Intervention von Arno Breker vorzeitig geschlossen wurde.
Nach kurzer Kriegsgefangenschaft bei Bad Kreuznach kehrte Alfred Knott im August 1945 nach Bonn in das Haus seiner Eltern zurück. Viele seiner Werke waren durch den Krieg verlorengegangen. Er arbeitete als freischaffender Bildhauer, trat dem Ring Godesberger Künstler bei und ließ sich durch die Galerie Alex Vömel in Düsseldorf vertreten. Für das im Bombenkrieg beschädigte Schumann-Denkmal auf dem Alten Friedhof in Bonn schuf er aus Carrara-Marmor ein neues Relief des Komponisten.
Ende 1948 zeigte die Galerie Neue Kunst Bonn 14 Plastiken, die Alfred Knott nach dem Krieg geschaffen hatte. Von 1948 bis 1952 gab er Privatunterricht für Bildhauerei. 1952 nahm Knott dem verstorbenen SPD-Vorsitzenden Kurt Schumacher die Totenmaske ab. Im gleichen Jahr wurde seine Skulptur „Knabe am Brunnen mit Fisch“ in der Brucknerstraße in Bonn-Weststadt aufgestellt. Er beteiligte sich an mehreren Ausstellungen in Bonn und Düsseldorf. Im Oktober 1960 veranstaltete Hans Thoma-Gesellschaft e.V. im Spendhaus in Reutlingen seine Personalausstellung mit 19 Werken.
Im Juni 1962 wurde Alfred Knott, der zunehmend Probleme mit Alkohol hatte, auf Betreiben seines Bruders Hans in ein Pflegeheim in Köln-Porz eingewiesen. Dort konnte er nicht mehr modellieren, zeichnete aber viel. Von 1959 bis 1963 vertrat ihn der Kunsthändler Hanns Krenz in Berlin und von 1966 bis 1974 – die Galerie Werner Rusche in Köln.  
Alfred Knott starb am 20. August 1975 im Alexianer Krankenhaus in Köln-Porz.